# Incorporation (entreprise)
 (janvier 2018).
Si vous disposez d'ouvrages ou d'articles de référence ou si vous connaissez des sites web de qualité traitant du thème abordé ici, merci de compléter l'article en donnant les références utiles à sa vérifiabilité et en les liant à la section « Notes et références ».
Pour les articles homonymes, voir Incorporation et Inc.
L’incorporation (reprise littérale du terme anglais, abrégé en Inc.) est dans certains pays la reconnaissance d’une personne morale par la loi. Le terme anglais n’est utilisé que lorsque l’on recherche la nationalité de la société. L’un des critères qui pourrait être utilisé pour identifier cette nationalité est le critère dit de l’« incorporation », l'endroit où la société est enregistrée. L’identification de la nationalité d’une société est utile notamment pour les questions de protection diplomatique ou d’invocation de traités (une société ne peut invoquer un traité contre des autorités que si elle prouve que son État national est signataire de ce traité). En droit français, ce n’est pas le critère de l’« incorporation » qui est utilisé, mais celui du siège social : une société est de la nationalité du pays dans lequel elle a établi son siège social.